# 하들도르 아스그림손
하들도르 아스그림손(아이슬란드어: Halldór Ásgrímsson, 1947년 9월 8일 ~ 2015년 5월 18일)은 아이슬란드의 정치인이다. 2004년부터 2006년까지 아이슬란드의 총리를 지냈으며, 1994년부터 2006년까지 진보당의 대표를 맡았다. 2004년 9월 15일에, 그때까지 13년간 총리를 역임했던 독립당의 대표인 다비드 오트손으로부터 총리직을 인계받았다. 2006년 5월의 지방선거에서 독립당에게 패배해 사임하고, 총리직을 게이르 힐마르 호르데 독립당 대표에게 인계했다.
1974년부터 1978년까지는 동부 선거구에서 의원으로 선출되어 국회의원을 역임했으며, 1979년부터 2003년까지는 레이캬비크 북부 선거구에서 선출되었다. 수 년간, 내각에서 장관을 역임했다. 1983년부터 1991년까지는 어업장관, 1988년부터 1989년까지는 사법 및 종교장관, 1985년부터 1987년까지는 북구협력처장, 1995년부터 2004년까지는 외무장관을 역임했다.
| 전임 다비드 오트손 | 제20대 아이슬란드 공화국 총리 2004년 ~ 2006년 | 후임 게이르 힐마르 호르데 |

| 전임 스테잉리뮈르 헤르만손 | 제12대 진보당 대표 1994년 ~ 2006년 | 후임 요운 시귀르드손 |